# Stegophorella
Stegophorella — рід грибів. Назва вперше опублікована 1947 року.

## Класифікація
Згідно з базою MycoBank до роду Stegophorella відносять 2 офіційно визнані види:
- Stegophorella axonopifolii
- Stegophorella lagerheimii